# Obaga del Serrat de Segan
L'Obaga del Serrat de Segan és una obaga del terme municipal de Conca de Dalt, a l'antic terme d'Hortoneda de la Conca, al Pallars Jussà, en territori que havia estat de l'antic poble de Segan.
Està situada a llevant i bastant distant d'Hortoneda, a l'esquerra de la llau de Lleixier, al nord del Serrat de Segan i al sud de lo Solanell.